# Križ, Sevnica
Križ je naselje v Občini Sevnica.